# 아칼라브루티닙
아칼라브루티닙(Acalabrutinib)은 칼퀜스(Calquence)라는 상품명으로 판매되며 외투세포 림프종, 만성 림프구성 백혈병/소림프구성 림프종을 포함한 다양한 유형의 비호지킨 림프종 치료에 사용되는 항암제이다. 재발성 림프종뿐만 아니라 치료 경험이 없는 환자에서도 사용할 수 있다.
흔한 부작용으로는 두통, 피로감, 적혈구 감소, 혈소판 감소, 백혈구 감소 등이 있다. 아칼라브루티닙은 2세대 브루톤 티로신 키나제 억제제이다. 아칼라브루티닙은 B 세포의 생존과 성장을 돕는 브루톤 티로신 키나제라는 효소를 차단한다. 이 효소를 차단함으로써 아칼라브루티닙은 만성 림프구성 백혈병에서 암성 B 세포의 증식을 늦추고 암의 진행을 지연시킬 것으로 예상된다.
아칼라브루티닙은 2017년 미국에서, 2020년 11월 유럽 연합에서 의료용으로 승인되었다.